# Mont-devant-Sassey
Mont-devant-Sassey – miejscowość i gmina we Francji, w regionie Grand Est, w departamencie Moza.
Według danych za rok 1990 gminę zamieszkiwało 118 osób, a gęstość zaludnienia wynosiła 14 osób/km² (wśród 2335 gmin Lotaryngii Mont-devant-Sassey plasuje się na 927. miejscu pod względem liczby ludności, natomiast pod względem powierzchni na miejscu 714.).